# Intsika Yethu Local Municipality
Intsika Yethu (englisch Intsika Yethu Local Municipality) ist eine Lokalgemeinde im Distrikt Chris Hani der südafrikanischen Provinz Ostkap. Der Sitz der Gemeindeverwaltung befindet sich in Cofimvaba. Bürgermeister ist Jongumzi Cengani.
Der Gemeindename ist ein isiXhosa-Begriff für „unsere Säulen“ (des Vertrauens), er soll das Vertrauen der Bevölkerung in die Gemeinde symbolisieren.

## Städte und Orte
- Camama
- Cofimvaba
- Gcina
- KwaFanti
- KwaMzola
- Mahlengele
- Mmangweni
- Ncambalala
- Tsomo
- Vukuza

## Bevölkerung
Im Jahr 2011 hatte die Gemeinde 145.372 Einwohner. Davon waren 99,4 % schwarz. Erstsprache war zu 94,8 % isiXhosa und zu 1,4 % Englisch.